# 2001年日本グランプリ (4輪)
2001年日本グランプリ（XXVII Fuji Television Japanese Grand Prix）は2001年F1世界選手権の第17戦として、2001年10月14日に鈴鹿サーキットで開催された。

## 概要
1990年代から活躍してきたミカ・ハッキネン（マクラーレン）とジャン・アレジ（ジョーダン・グランプリ）がラストレースを迎えた。ハッキネンはこの時点では「休養宣言」だったが、再びF1に戻ることはなかった。アレジは来日後にブリヂストンの記者会見の場で突然引退を表明し、同席したミハエル・シューマッハ（フェラーリ）らを驚かせた。
また、レース後のシーズンオフにプロストチームは破産し閉鎖、活動を停止した。

## 予選
予選ではブリヂストンとミシュランのタイヤ戦争の影響で、大幅なタイム向上が予想された。ミハエル・シューマッハは1991年の日本GP予選でゲルハルト・ベルガー（マクラーレン）が記録した鈴鹿のラップレコード1分34秒700を2.216秒上回る、1分32秒484というタイムで日本GP4年連続のポールポジションを獲得した。1分32秒台はシューマッハのみで、予選2位のファン・パブロ・モントーヤ（ウィリアムズ）は0.7秒の差をつけられた。
フェラーリ、ウィリアムズ、マクラーレンのマシンが上位に並ぶ中で、来期よりルノーとして参戦することが決まっているベネトンチームは、今季初めて予選トップ10に2台を送り込んだ。

### 予選結果
| 順位 | No | ドライバー                       | チーム                   | タイム   | 差     |
| ---- | -- | -------------------------------- | ------------------------ | -------- | ------ |
| 1    | 1  | ミハエル・シューマッハ           | フェラーリ               | 1:32.484 |        |
| 2    | 6  | ファン・パブロ・モントーヤ       | ウィリアムズ・BMW        | 1:33.184 | +0.700 |
| 3    | 5  | ラルフ・シューマッハ             | ウィリアムズ・BMW        | 1:33.297 | +0.813 |
| 4    | 2  | ルーベンス・バリチェロ           | フェラーリ               | 1:33.323 | +0.839 |
| 5    | 3  | ミカ・ハッキネン                 | マクラーレン・メルセデス | 1:33.662 | +1.178 |
| 6    | 7  | ジャンカルロ・フィジケラ         | ベネトン・プレイライフ   | 1:33.830 | +1.346 |
| 7    | 4  | デビッド・クルサード             | マクラーレン・メルセデス | 1:33.916 | +1.432 |
| 8    | 11 | ヤルノ・トゥルーリ               | ジョーダン・ホンダ       | 1:34.002 | +1.518 |
| 9    | 8  | ジェンソン・バトン               | ベネトン・プレイライフ   | 1:34.375 | +1.891 |
| 10   | 16 | ニック・ハイドフェルド           | ザウバー・ペトロナス     | 1:34.386 | +1.902 |
| 11   | 12 | ジャン・アレジ                   | ジョーダン・ホンダ       | 1:34.420 | +1.936 |
| 12   | 17 | キミ・ライコネン                 | ザウバー・ペトロナス     | 1:34.581 | +2.097 |
| 13   | 18 | エディ・アーバイン               | ジャガー・コスワース     | 1:34.851 | +2.367 |
| 14   | 10 | ジャック・ヴィルヌーヴ           | BAR・ホンダ              | 1:35.109 | +2.625 |
| 15   | 22 | ハインツ＝ハラルド・フレンツェン | プロスト・エイサー       | 1:35.132 | +2.648 |
| 16   | 19 | ペドロ・デ・ラ・ロサ             | ジャガー・コスワース     | 1:35.639 | +3.155 |
| 17   | 11 | オリビエ・パニス                 | BAR・ホンダ              | 1:35.766 | +3.282 |
| 18   | 21 | フェルナンド・アロンソ           | ミナルディ・ヨーロピアン | 1:36.410 | +3.926 |
| 19   | 23 | トーマス・エンゲ                 | プロスト・エイサー       | 1:36.446 | +3.962 |
| 20   | 15 | エンリケ・ベルノルディ           | アロウズ・アジアテック   | 1:36.885 | +4.401 |
| 21   | 14 | ヨス・フェルスタッペン           | アロウズ・アジアテック   | 1:36.973 | +4.489 |
| 22   | 20 | アレックス・ユーン               | ミナルディ・ヨーロピアン | 1:38.246 | +5.762 |

## 決勝
ミハエル・シューマッハは好スタートを決め、2度のピットストップの前後以外はトップを譲らない磐石のレース運びでポール・トゥ・フィニッシュを果たした。1995年、2000年に続いてシーズン9勝を記録し、
また、通算獲得ポイントを801点に伸ばして、アラン・プロスト（798.5点）を抜いて最多得点記録者となった。
ハッキネンはレース終盤に3位を走行していたが、48周目にチームメイトのクルサードを先行させ4位となった。
ラストレースを表彰台で終えることよりも、クルサードの年間ランキング2位を確実にするための「アシスト」を選択した。ランキング3位からの逆転を狙ったルーベンス・バリチェロ（フェラーリ）は、燃料軽めの3ピットストップ作戦が不発で5位に終わった。
アレジはキミ・ライコネン（ザウバー）と順位を争っていたが、6周目のダンロップコーナーでスピンしたライコネンに巻き込まれる形でクラッシュ。アレジは今季16戦完走を続けてきたが、最後のレースで連続完走が途絶えた。
地元GPを迎えたホンダエンジンユーザーでは、8位完走のヤルノ・トゥルーリ（ジョーダン）が最高位だった。

### 決勝結果
| 順位     | No | ドライバー                       | チーム                  | 周回 | タイム       | グリッド | ポイント |
| -------- | -- | -------------------------------- | ----------------------- | ---- | ------------ | -------- | -------- |
| 1        | 1  | ミハエル・シューマッハ           | フェラーリ              | 53   | 1:27:33.298  | 1        | 10       |
| 2        | 6  | ファン・パブロ・モントーヤ       | ウィリアムズ-BMW        | 53   | +3.154       | 2        | 6        |
| 3        | 4  | デヴィッド・クルサード           | マクラーレン-メルセデス | 53   | +23.262      | 7        | 4        |
| 4        | 3  | ミカ・ハッキネン                 | マクラーレン-メルセデス | 53   | +35.539      | 5        | 3        |
| 5        | 2  | ルーベンス・バリチェロ           | フェラーリ              | 53   | +36.544      | 4        | 2        |
| 6        | 5  | ラルフ・シューマッハ             | ウィリアムズ-BMW        | 53   | +37.122      | 3        | 1        |
| 7        | 8  | ジェンソン・バトン               | ベネトン-ルノー         | 53   | +1:37.102    | 9        |          |
| 8        | 11 | ヤルノ・トゥルーリ               | ジョーダン-ホンダ       | 52   | +1 Lap       | 8        |          |
| 9        | 16 | ニック・ハイドフェルド           | ザウバー-ペトロナス     | 52   | +1 Lap       | 10       |          |
| 10       | 10 | ジャック・ヴィルヌーヴ           | B・A・R-ホンダ          | 52   | +1 Lap       | 14       |          |
| 11       | 21 | フェルナンド・アロンソ           | ミナルディ-ヨーロピアン | 52   | +1 Lap       | 18       |          |
| 12       | 22 | ハインツ＝ハラルド・フレンツェン | プロスト-エイサー       | 52   | +1 Lap       | 15       |          |
| 13       | 9  | オリビエ・パニス                 | B・A・R-ホンダ          | 51   | +2 Laps      | 17       |          |
| 14       | 15 | エンリケ・ベルノルディ           | アロウズ-アジアテック   | 51   | +2 Laps      | 20       |          |
| 15       | 14 | ヨス・フェルスタッペン           | アロウズ-アジアテック   | 51   | +2 Laps      | 21       |          |
| 16       | 20 | アレックス・ユーン               | ミナルディ-ヨーロピアン | 50   | +3 Laps      | 22       |          |
| 17       | 7  | ジャンカルロ・フィジケラ         | ベネトン-ルノー         | 47   | ギアボックス | 6        |          |
| リタイヤ | 19 | ペドロ・デ・ラ・ロサ             | ジャガー-コスワース     | 45   | オイル漏れ   | 16       |          |
| リタイヤ | 23 | トーマス・エンゲ                 | プロスト-エイサー       | 42   | ブレーキ     | 19       |          |
| リタイヤ | 18 | エディ・アーバイン               | ジャガー-コスワース     | 24   | 燃料リグ     | 13       |          |
| リタイヤ | 17 | キミ・ライコネン                 | ザウバー-ペトロナス     | 5    | 接触         | 12       |          |
| リタイヤ | 12 | ジャン・アレジ                   | ジョーダン-ホンダ       | 5    | 接触         | 11       |          |

- ファステストラップ - ラルフ・シューマッハ 1:36.944 (LAP 46)

## 第17戦終了時点でのランキング
- 太字はワールドチャンピオン

| 順位 | ドライバー             | ポイント |
| ---- | ---------------------- | -------- |
| 1    | ミハエル・シューマッハ | 123      |
| 2    | デヴィッド・クルサード | 65       |
| 3    | ルーベンス・バリチェロ | 56       |
| 4    | ラルフ・シューマッハ   | 49       |
| 5    | ミカ・ハッキネン       | 37       |

| 順位 | コンストラクター        | ポイント |
| ---- | ----------------------- | -------- |
| 1    | フェラーリ              | 179      |
| 2    | マクラーレン-メルセデス | 102      |
| 3    | ウィリアムズ-BMW        | 80       |
| 4    | ザウバー-ペトロナス     | 21       |
| 5    | ジョーダン-ホンダ       | 19       |

- 注：ドライバー、コンストラクター共にトップ5のみ表示。

## 参照
- 2001 Japanese Grand Prix - Formula1.com
- 2001年F1第17戦日本GP結果 - everydayF1

| 前戦 2001年アメリカグランプリ | FIA F1世界選手権 2001年シーズン |                               |
| 前回開催 2000年日本グランプリ | 日本グランプリ                  | 次回開催 2002年日本グランプリ |

座標: 北緯34度50分35秒 東経136度32分26秒 / 北緯34.84306度 東経136.54056度